# Казахстанская правда
«Казахстанская правда» — общенациональная газета Казахстана, главный источник официальной и деловой информации в республике. Изначально была создана под названием «Известия Киргизского края».

## Содержание и тематика
На страницах «Казахстанской правды» публикуются указы и распоряжения президента Казахстана, парламента, постановления правительства, новые законы республики, сообщения о перестановках в высших органах власти. После опубликования в «Казправде» вступают в силу государственные документы.
Газета освещает важнейшие события, происходящие в стране и за рубежом. Обширную информацию о ситуации в регионах Казахстана, в том числе аналитические материалы по проблемам, возникающим в обществе, поставляют собственные корреспонденты.
Осуществляет госзаказ. В 2015 году газета «Казахстанская правда» получило по госзаказу почти 800 млн тенге

## Распространение
Газета распространяется по всем регионам Казахстана, как в розницу, так и по подписке. Тираж в 2005 году — 85 700 экземпляров, с 2006 года тираж газеты стабильно превышает 100 тысяч экземпляров.
Обновлённая электронная версия портала www.kazpravda.kz на трех языках — казахском, русском и английском, имеет постоянных читателей почти в ста странах мира.

## История
Газета основана в 1920 году.
Прародительницей «Казахстанской правды» является русскоязычная газета «Известия Киргизского края», первый номер которой вышел 1 января 1920 года. Она была еженедельником, выходившим по четвергам. Подписная цена на полугодие составляла 50 рублей, отдельного номера — 2 рубля.
В обращении от редакции говорилось, что «первая задача издания — внедрение законности в крае, актов правительства, призванных руководить жизнью и деятельностью населения». Была провозглашена и цель — «постепенное создание печатного органа, который являлся бы не только официозом, но и выразителем нужд и запросов обширного казахского края — народной газеты».
С образованием Казахской АССР поднялся и статус газеты, с июля 1921 года она стала органом РКП и ЦИК республики. С 1923 года начала выходить шесть раз в неделю.
Трижды она меняла своё название. «Известия Киргизского края» с 1921 года стали «Степной правдой», с 1923 по 1932 год газета выходила под названием «Советская степь».
Постановлением III Пленума Казкрайкома газета была переименована в «Казахстанскую правду». Под этим названием 21 января 1932 года вышел первый её номер.
В газете оставили глубокий след талантливые журналисты: Ольга Берггольц; Павел Кузнецов — известный переводчик Жамбыла, в военные годы — редактор панфиловской дивизионной газеты «За Родину» и спецкор «Правды»; Павел Рогозинский и Сергей Крушинский — впоследствии видные советские публицисты. С газетой тесно сотрудничали Михаил Зощенко, Кукрыниксы, Сергеев-Ценский, Ольга Форш, Константин Симонов, Константин Паустовский.
В марте 2021 года во исполнение постановления Правительства РК № 743 от 07 ноября 2020 года АО «Республиканская газета „Казахстанская правда“» было присоединено к АО «Республиканская газета „Егемен Қазақстан“».

### Главные редакторы[6]
- 1920. Валерий Лежава-Мюрат (1881—1938)
- 1921. Дмитрий Наронович (Наранович) (1884—1950)
- 1921—1922. Александр Марьин (1897—1939)
- 1922—1923. Петр Кусмарцев (1895—1983)
- 1923—1925. Лев Хейфец (1889/1890-?)
- 1925. Николай Феоктистов (1884—1950)
- 1926. Николай Туриков (1897-?)
- 1926—1928. Александр Швер (1898—1938)
- 1928. Николай Пищальников (1894-?)
- 1929. Николае Мартыненко (?-?)
- 1929. Павел Рысаков (Ромашкан) (1896—1988)
- 1929. Садык Сафарбеков (1902—1938)
- 1929—1930. Борис Красный (1900-?)
- 1930. Николай Седов (1903—1970)
- 1930—1932. Пётр Варламов (1899—1942)[7]
- 1932—1933. Аркадий Савин (1896—1966)
- 1933. Иван Губанов (1906—1938)
- 1933—1937. Николай Верховский (1902—1969)
- 1937. Николай Гусев (1902—1960)
- 1937—1938. Даниил Терентьев (1904—1984)
- 1938—1940. Александр Шумаков (1906—1983)
- 1940. Сергей Костюхин (1904—1941)
- 1940—1948. Константин Нефедов (1905—1971)
- 1948—1955. Игнат Никитин (1905—1980)
- 1955—1957. Константин Нефедов (1905—1971)
- 1957—1963. Фёдор Боярский (1913—1971)
- 1963—1965. Андрей Кияница (1911—2002)
- 1965—1979. Фёдор Михайлов (1921—2005)
- 1982. Иван Спиваков (1924—1993)
- 1982—1986. Альберт Устинов (1932—2014)
- 1986—1991. Фёдор Игнатов (1942 г.р.)
- 1991—1994. Вячеслав Срыбных (1950 г.р.)
- 1994—1997. Григорий Дильдяев (1948 г.р.)
- 1997—2003. Валерий Михайлов (1946 г.р.), сын Фёдора Михайлова, бывшего редактора газеты
- 2003—2017 Татьяна Костина (1955—2022)
- 2017—2022 — Асыл Сагимбеков (1967 г.р.)
- с 2022 — Сабит Малдыбаев (1964 г.р.)

### Президенты АО «РГ „Казахстанская правда“»
- 1999—2002. Анатолий Гурский
- 2002—2003. Баглан Майлыбаев
- 2003—2005. Олег Червинский
- 2005—2007. Олег Квятковский
- 2007—2011. Александр Тараков
- 2011—2014. Жанай Омаров
- 2014—2016 Александр Тараков.
- с 2016—2021 — Вячеслав Пащенко[8].

## Награды
- Благодарность Президента Республики Казахстан в области средств массовой информации (26 июня 2020 года) — за  значительный вклад в развитие средств массовой информации страны[9].

## Память
В Павлодаре в южной части города в честь газеты названа улица Каз.Правды. 
В Петропавловске также есть улица Казахстанской Правды.